# Dorfkirche Stölln

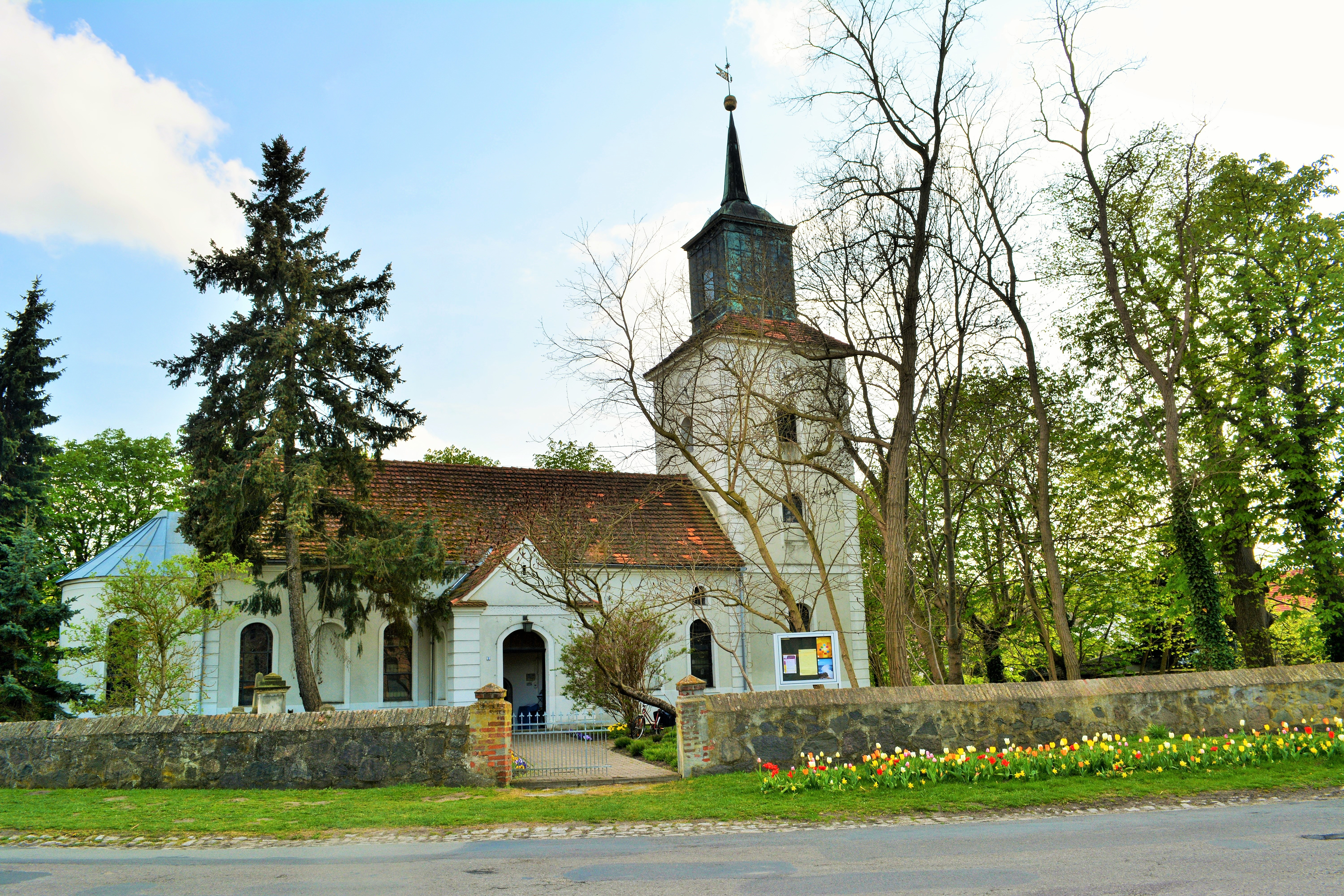
Dorfkirche Stölln (April 2015)

Die Dorfkirche Stölln ist eine evangelische Kirche in Stölln, Ortsteil der Gemeinde Gollenberg im brandenburgischen Landkreis Havelland. Die Kirchengemeinde gehört dem Kirchenkreis Nauen-Rathenow der Evangelischen Kirche Berlin-Brandenburg-schlesische Oberlausitz an. Das Gebäude in der Otto-Lilienthal-Straße 13 steht unter Denkmalschutz.

## Geschichte und Baubeschreibung

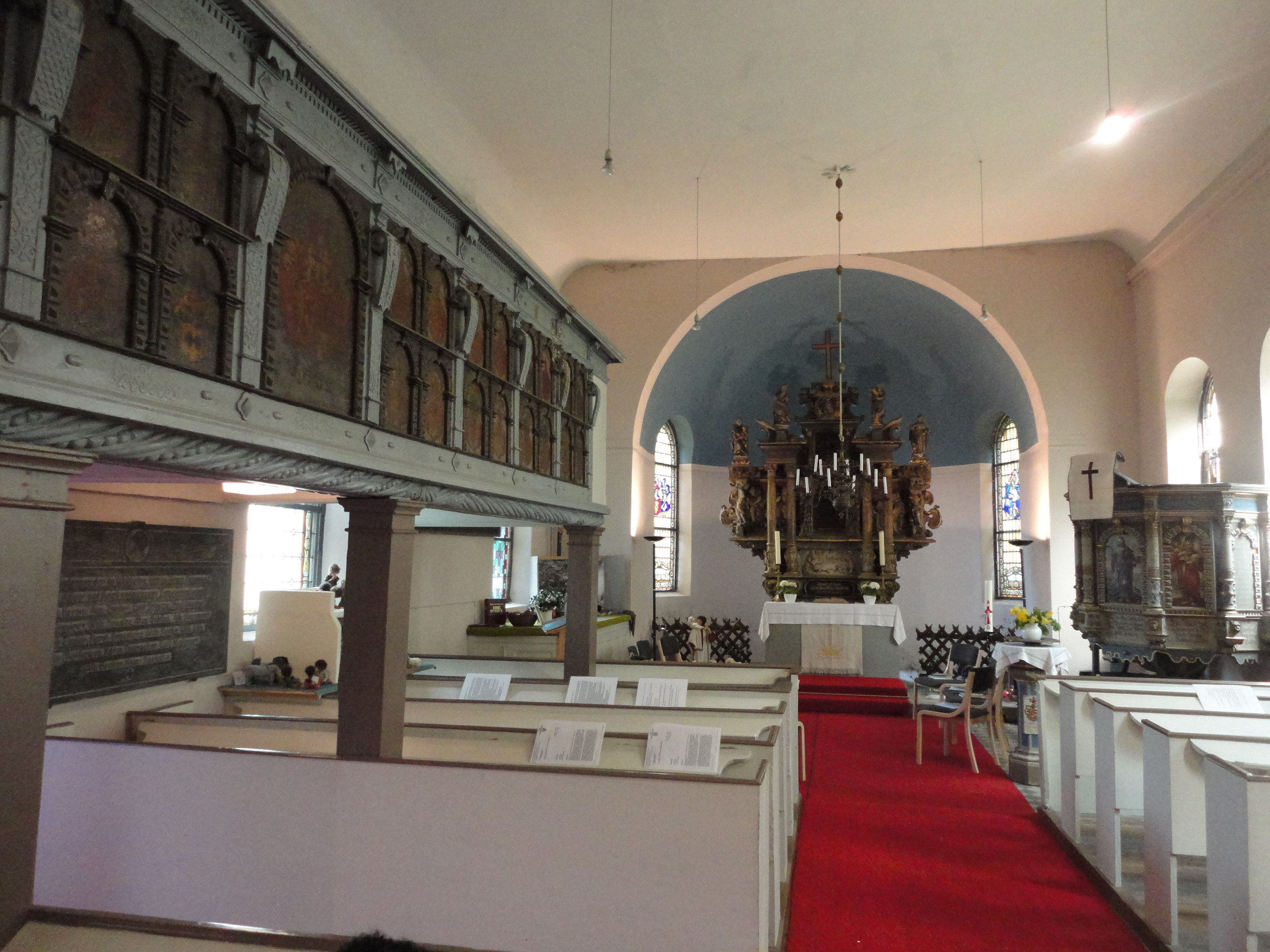
Innenansicht. Links oben: Emporenbrüstung mit Wappenmalerei; Bildmitte: Epitaphaltar; Rechts: hölzerne Kanzel

Die Dorfkirche wurde erstmals 1541 urkundlich erwähnt. Das Kirchenschiff mit Rundbogenfenstern wurde 1824 errichtet, geht jedoch auf einen Vorgängerbau zurück. Der quadratische Turm stammt im Kern aus dem Jahr 1738, wurde aber 1851 grundlegend erneuert. Die Apsis wurde erst 1889 ergänzt. Es handelt sich um einen verputzten Massivbau mit gequaderten Ecken. Der Turm ist teils als Fachwerk ausgeführt.
Im Inneren der Kirche befindet sich ein Epitaphaltar aus Sandstein sowie grauem und weißem Marmor, der wohl Anfang des 17. Jahrhunderts vom Steinmetz Christoph Dehne geschaffen wurde. Es handelt sich um ein Epitaph der Familie von der Hagen – über Jahrhunderte sehr einflussreich im Ländchen Rhinow und Umgebung –, die auch das Kirchenpatronat innehatte.
Aus einem Vorgängerbau müssen auch eine 1621 von den Brüdern Ernst und Albrecht von der Hagen gestiftete hölzerne Kanzel sowie die in die zweite Hälfte des 16. Jahrhunderts datierte Brüstung der Empore stammen. Auf die Emporenbrüstung wurden später in zwei Reihen, die vertikal durch Pilaster gegliedert sind, Wappen aufgebracht.
Eine der Kirchenglocken wurde in das Jahr 1515 datiert. Unter Denkmalschutz steht auch die aus Feldsteinmauerwerk bestehende Friedhofsbegrenzung.

## Orgel

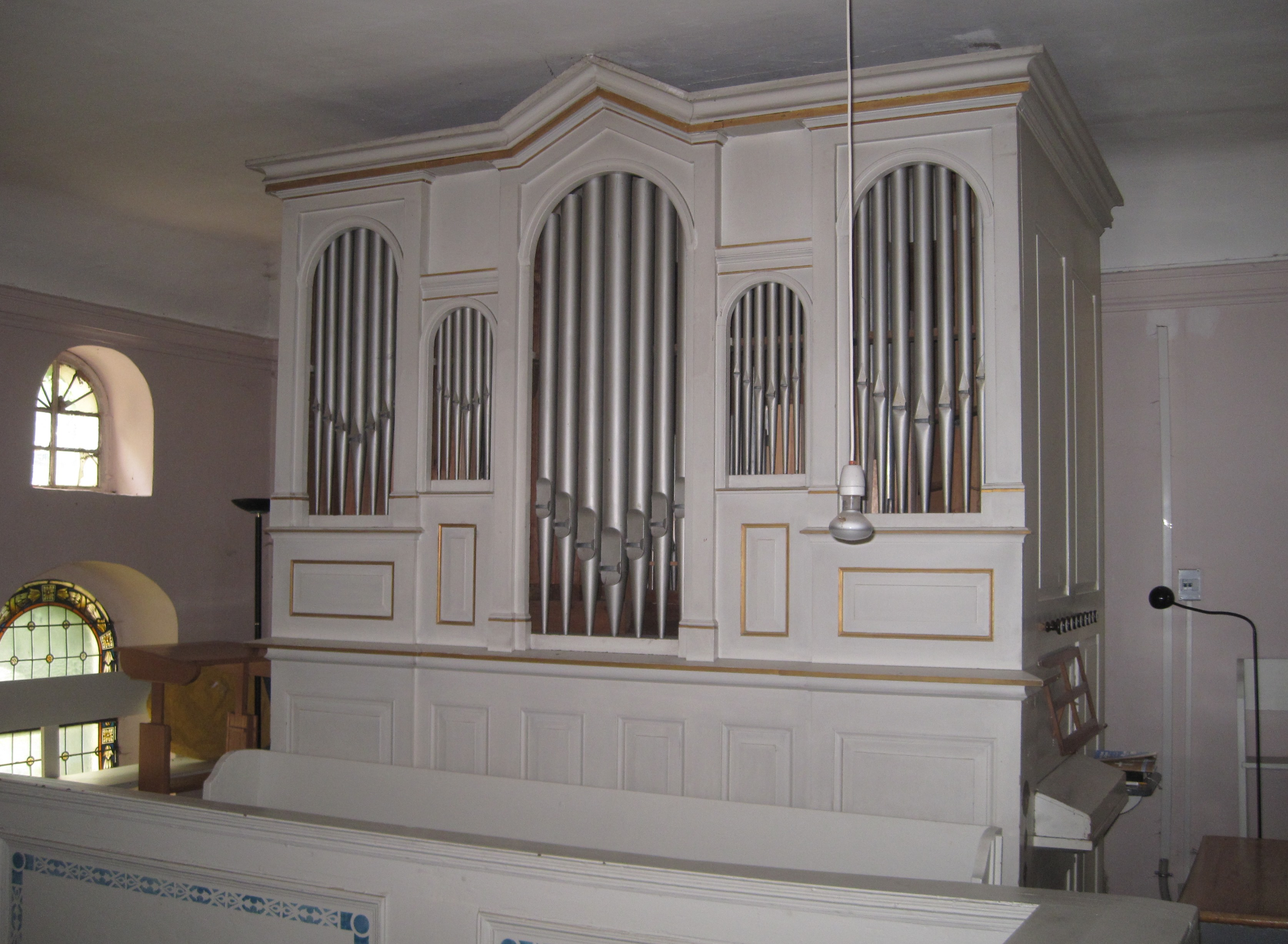
Orgel in der Dorfkirche Stölln

Die Orgel der Stöllner Kirche wurde 1864 vom Wittstocker Orgelbauer Friedrich Hermann Lütkemüller geschaffen. Für den Einbau der Orgel musste die Decke der Kirche erhöht werden. 1993 wurde sie von der Orgelbau- und Restaurierungswerkstatt Rainer Wolter restauriert. Das 140. und das 150. Jubiläum der Orgel in den Jahren 2004 und 2014 wurden mit einem Konzert des bekannten Organisten Matthias Eisenberg gewürdigt. Das Instrument verfügt über acht Register auf einem Manual und Pedal und ist bis auf die Pfeifen im spätklassizistischen Prospekt unverändert erhalten. Die Disposition der Orgel lautet:
| I Manual C–d3 |            |       |
| 1.            | Prinzipal  | 8′    |
| 2.            | Gedackt    | 8′    |
| 3.            | Salicional | 8′    |
| 4.            | Praestant  | 4′    |
| 5.            | Flöte      | 4′    |
| 6.            | Nasat      | 2 ⁄3′ |
| 7.            | Oktave     | 2′    |

| Pedal C–c1 |         |     |
| 8.         | Subbass | 16′ |

- Koppel: I/P (permanent)